# William Nylander (Eishockeyspieler)
William Andrew Michael Junior Nylander Altelius (kurz William Nylander; * 1. Mai 1996 in Calgary, Alberta) ist ein schwedisch-kanadischer Eishockeyspieler, der seit August 2014 bei den Toronto Maple Leafs aus der National Hockey League (NHL) unter Vertrag steht. Mit der schwedischen Nationalmannschaft gewann er bei der Weltmeisterschaft 2017 die Goldmedaille. Sein Vater Michael und sein Bruder Alexander Nylander sind ebenfalls professionelle Eishockeyspieler, seine Schwester Jacqueline professionelle Tennisspielerin.

## Karriere

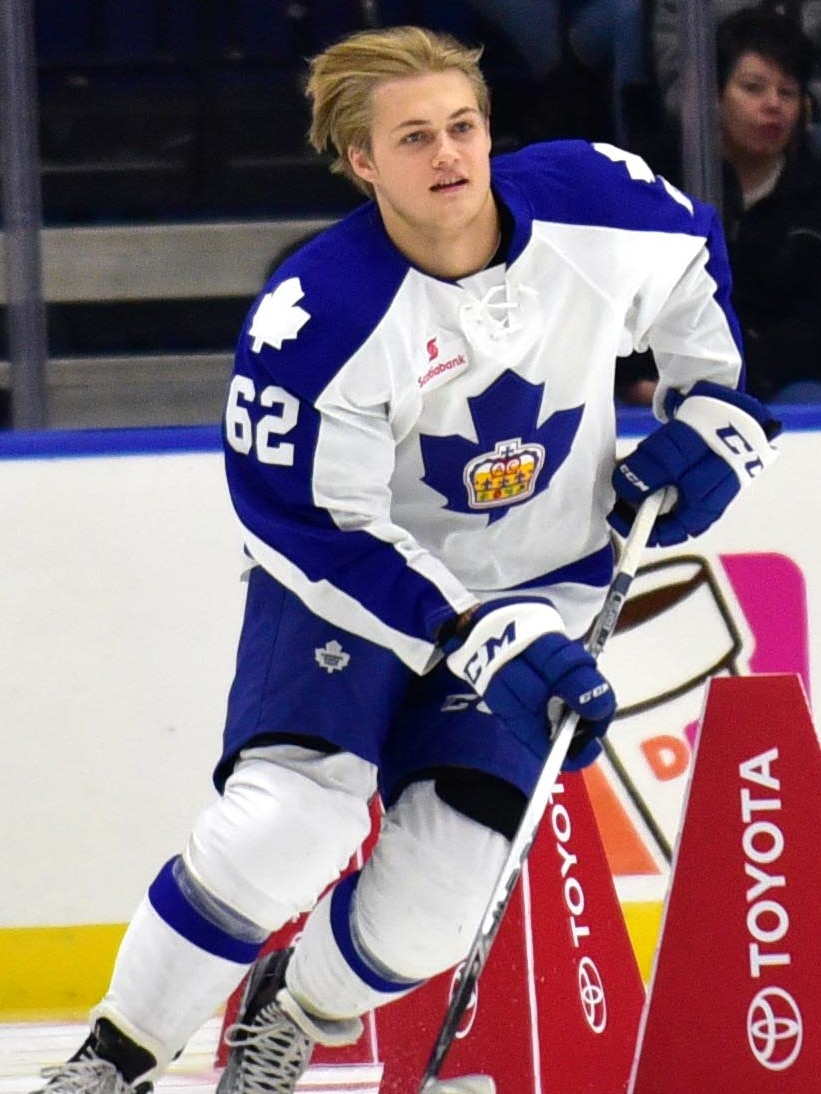
Nylander beim AHL All-Star Classic (2016)

Nylander kam im kanadischen Calgary zur Welt. Sein Vater Michael spielte dort zwischen 1995 und 1998 für die Calgary Flames in der National Hockey League. Mit seiner Familie verblieb Nylander bis 2011 auf dem nordamerikanischen Kontinent, ehe sie nach Europa zurückkehrten und er bei SDE HF anheuerte. Im Jahr 2012 wechselte er zu Södertälje SK in der HockeyAllsvenskan, wo er am 14. Februar 2013 sein Profidebüt gab. In seinem ersten Profispiel spielte er an der Seite seines Vaters Michael und erzielte seinen ersten Assist bei einem Tor von Johan Jonsson. Im Sommer 2013 wechselte der Stürmer schließlich zu MODO Hockey Ornsköldsvik in die Svenska Hockeyligan, die ihn umgehend zu Rögle BK und später nach Södertälje in die Allsvenskan ausliehen.
Nachdem er bereits beim KHL Junior Draft 2013 vom HK Awangard Omsk in der zweiten Runde an Gesamtposition 60 ausgewählt worden war, zogen ihn die Toronto Maple Leafs beim NHL Entry Draft 2014 mit ihrem ersten Draftpick als Nummer acht und beim CHL Import Draft desselben Jahres die Mississauga Steelheads an 13. Stelle. Im August 2014 erhielt er von den Toronto Maple Leafs einen NHL-Einstiegsvertrag, spielte aber bis Januar 2015 weiterhin auf Leihbasis bei MODO Hockey. Im Anschluss schloss er sich dem Farmteam der Maple Leafs, den Toronto Marlies aus der American Hockey League (AHL), an und kam in 37 verbleibenden Saisonspielen auf 32 Scorerpunkte. Nach einem weiteren Jahr im Wechsel zwischen AHL und NHL etablierte sich Nylander mit Beginn der Saison 2016/17 im NHL-Aufgebot der Maple Leafs. Dabei führte er die Rookie-Scorerliste der NHL im ersten Monat der Saison mit elf Punkten aus neun Spielen an und wurde infolgedessen als NHL-Rookie des Monats Oktober ausgezeichnet. Im März 2017 wurde ihm dieser Preis erneut zuteil. Insgesamt kam Nylander in seiner ersten kompletten NHL-Saison auf 61 Scorerpunkte, platzierte sich damit auf Position drei der Rookie-Scorerliste und war zudem Teil eines historischen Jahrganges der Maple Leafs, die mit Auston Matthews (1) und Mitchell Marner (4) erstmals drei Spieler unter den besten vier Rookies einer Saison aus einer Mannschaft stellten.
Nach der Saison 2017/18 lief sein Einstiegsvertrag bei den Maple Leafs zum 1. Juli 2018 aus, sodass er fortan als restricted free agent galt. Bis zum Beginn der Folgesaison 2018/19 konnten sich Spieler und Team auf keinen neuen Kontrakt einigen, sodass Nylander vorerst pausierte und in Europa trainierte. Erst am 1. Dezember 2018, dem Tag der Deadline für derartige Vertragsabschlüsse, unterzeichnete der Schwede einen neuen Sechsjahresvertrag in Toronto, der ihm ein durchschnittliches Jahresgehalt von knapp sieben Millionen US-Dollar einbringen soll.
Im weiteren Verlauf etablierte sich Nylander weiter als einer der wesentlichen Leistungsträger im Team. In der Spielzeit 2022/23 erreichte er mit 87 Punkten aus 82 Partien erstmals die Marke von über 1,0 Scorerpunkten pro Spiel. Demzufolge unterzeichnete er im Januar 2024 einen neuen Achtjahresvertrag in Toronto, der ihm mit Beginn der Saison 2024/25 ein durchschnittliches Jahresgehalt von 11,5 Millionen US-Dollar einbringen soll. Zu diesem Zeitpunkt würde ihn dies zum fünftbestbezahlten Spieler der Liga machen. Zuvor steigerte er seine Offensivstatistik in der Saison 2023/24 erneut auf 98 Punkte, sodass er sich erstmals unter den zehn besten Scorern der Liga platzierte.

### International
Am 12. November 2012 entschied die Internationale Eishockey-Föderation, dass der in Kanada geborene Nylander für Schweden spielberechtigt sei. Anschließend nahm er mit dem schwedischen Team an der World U-17 Hockey Challenge 2013 teil, wo seine Mannschaft den Titel errang. Weitere Auftritte hatte er beim Ivan Hlinka Memorial Tournament des Jahres 2013 sowie den Eishockey-Weltmeisterschaften der U18-Junioren 2013 und 2014. Bei der Weltmeisterschaft 2015 hatte er seine ersten internationalen Einsätze auf U20-Niveau. Diesen folgte nur ein weiterer bei der U20-WM, bei der er sich im ersten Spiel nach einem Check des Schweizers Chris Egli verletzte und für den Rest des Turniers ausfiel.
Bei der Weltmeisterschaft 2017 debütierte Nylander für die schwedische A-Nationalmannschaft und gewann mit dieser direkt die Goldmedaille. Zudem wurde er bester Scorer seines Teams, als wertvollster Spieler des Turniers ausgezeichnet sowie ins All-Star Team gewählt. Gemeinsam mit den Russen Nikita Kutscherow und Nikita Gussew war er auch bester Torschütze des Wettbewerbs. Bei den Welttitelkämpfen der Jahre 2019 und 2022 blieb der Stürmer, der dabei 2019 als Topscorer des Wettbewerbs erneut im All-Star-Team stand, ohne Medaille. Erst bei der Weltmeisterschaft 2025 konnte er seinen Erfolgen eine Bronzemedaille hinzufügen. Im selben Jahr absolvierte er zudem das 4 Nations Face-Off.

## Erfolge und Auszeichnungen
| - 2014 Schwedischer Meister der U18-Junioren mit MODO Hockey Örnsköldsvik - 2016 Teilnahme am AHL All-Star Classic - 2016 NHL-Rookie des Monats Oktober | - 2017 NHL-Rookie des Monats März - 2024 Teilnahme am NHL All-Star Game - 2025 Guldpucken |

### International
| - 2013 Goldmedaille bei der World U-17 Hockey Challenge - 2014 Bester Stürmer der U18-Junioren-Weltmeisterschaft - 2014 Topscorer der U18-Junioren-Weltmeisterschaft - 2014 Bester Vorlagengeber der U18-Junioren-Weltmeisterschaft - 2017 Goldmedaille bei der Weltmeisterschaft - 2017 Wertvollster Spieler der Weltmeisterschaft | - 2017 All-Star-Team der Weltmeisterschaft - 2017 Bester Torschütze der Weltmeisterschaft (gemeinsam mit Nikita Kutscherow und Nikita Gussew) - 2019 Topscorer der Weltmeisterschaft - 2019 Bester Vorlagengeber der Weltmeisterschaft - 2019 All-Star-Team der Weltmeisterschaft - 2025 Bronzemedaille bei der Weltmeisterschaft |

## Karrierestatistik
Stand: Ende der Saison 2024/25

### International
Vertrat Schweden bei:
| - World U-17 Hockey Challenge 2013 - U18-Junioren-Weltmeisterschaft 2013 - Ivan Hlinka Memorial Tournament 2013 - U18-Junioren-Weltmeisterschaft 2014 - U20-Junioren-Weltmeisterschaft 2015 - U20-Junioren-Weltmeisterschaft 2016 | - Weltmeisterschaft 2017 - Weltmeisterschaft 2019 - Weltmeisterschaft 2022 - 4 Nations Face-Off 2025 - Weltmeisterschaft 2025 |

(Legende zur Spielerstatistik: Sp oder GP = absolvierte Spiele; T oder G = erzielte Tore; V oder A = erzielte Assists; Pkt oder Pts = erzielte Scorerpunkte; SM oder PIM = erhaltene Strafminuten; +/− = Plus/Minus-Bilanz; PP = erzielte Überzahltore; SH = erzielte Unterzahltore; GW = erzielte Siegtore; 1 Play-downs/Relegation; Kursiv: Statistik nicht vollständig)